# Alexei Panshin
Alexis Adams Panshin (Lansing, Míchigan, 14 de agosto de 1940-21 de agosto de 2022) fue un escritor y crítico de ciencia ficción estadounidense. Escribió varias novelas y obras de crítica literaria, incluidas la ganadora del premio Nébula de 1968, Rito de iniciación y la de premio Hugo de 1990 The World Beyond the Hill (El mundo más allá de la colina), escrita en colaboración con su esposa, Cory Panshin.

## Otras obras
Panshin fue asimismo famoso por la serie de culto Anthony Villiers, que consta de tres libros: Star Well (Pozo estelar), The Thurb Revolution (La revolución de Thurb), y Masque World (Mundo Máscara). El cuarto volumen de la serie, The Universal Pantograph (El pantógrafo universal) no llegó a publicarse, según se dice, a causa de conflictos entre el escritor y la editorial. El conocido autor Samuel R. Delany escribió sobre esta serie, en el prólogo del primer libro:

... Presenta un universo compuesto de pequeñas comunidades unidas por el interés común ... [Pozo estelar] es una retahíla de jugadores, duelos y puñaladas traperas, un minué de usos y costumbres y malos modales; se hacen conjeturas sobre la maquinaria del universo; llegan inspectores generales para revisarla. Y Anthony Villiers, gentleman por antonomasia, se escabulle entre la batahola, lanzando un par de de estocadas aquí, marrando otro par allá.
Samuel R. Delany , prólogo de Pozo estelar

Panshin publicó un ensayo sobre el legendario autor de ciencia ficción Robert A. Heinlein titulado Heinlein in dimension (Heinlein en perspectiva).  También escribió Earth Magic (Magia de la Tierra) junto a su esposa, Cory Panshin. Con ella también escribió el ensayo crítico «SF in Dimension» (La ciencia ficción en perspectiva), de 1976, así como la extensa obra teórico-crítica The World Beyond the Hill (El mundo más allá de la colina, 1989). Su obra incluye una colección de cuentos cortos, «Farewell to Yesterday's Tomorrow» (Adiós al mañana de ayer).
Heinlein in Dimension fue el libro que dio a conocer a Panshin al público en general. Robert A. Heinlein se opuso firmemente al libro e intentó evitar su publicación comunicando a la posible editorial que se reservaba el derecho a iniciar las acciones judiciales que le pareciesen oportunas. Debido a esta polémica se publicaron varias secciones del libro en algunos fanzines, a resultas de lo cual se concedió a Panshin un premio Hugo al mejor escritor aficionado en 1967. Esto, a su vez, facilitó la publicación profesional del libro. Hay división de opiniones en lo que concierne tanto a la seriedad de las técnicas de investigación de Panshin como a la reacción de Heinlein. Spider Robinson y Sam Moskowitz han criticado duramente tanto los puntos de vista de Panshin sobre la materia, como algunas opiniones de los demás, que se pueden encontrar en su página web El abismo de las maravillas.

## Obras publicadas

### Novelas
- Alexei Panshin (1968). Rite of Passage (Rito de iniciación) (en inglés). Nueva York: Ace Publishing Corporation. Ace 72781.
- Alexei Panshin (1968). Star Well (Poza estelar) (en inglés). Nueva York: Ace Publishing Corporation. p. 157. Ace G-756.
- Alexei Panshin (1968). The Thurb Revolution (La revolución de la turba) (en inglés). Nueva York: Ace Publishing Corporation. ISBN 0441808557. Ace G-762.
- Alexei Panshin (1969). Masque World (Mundo máscara) (en inglés). Nueva York: Ace Publishing Corporation. p. 156. Ace 2320.
- Alexei Panshin; Cory Panshin (1978). Earth Magic  (Tierra mágica) (en inglés). Nueva York: Ace Publishing Corporation. p. 275. ISBN 0441181201.

### Colecciones
- Alexei Panshin (1975). Farewell to Yesterdays Tomorrow (Adiós al ayer de mañana) (en inglés). Nueva York: Berkley Publishing Corporation. pp. 212. ISBN 0425032116.
- Alexei Panshin; Cory Panshin (1982). Transmutations: A Book of Personal Alchemy  (Transmutaciones: un libro de alquimia personal) (en inglés). Dublin, PA: Elephant Books. p. 214.

### No ficción
- Alexei Panshin (1968). Heinlein in Dimension: A Critical Analysis (en inglés). Chicago: Advent Publishers. pp. 214. ISBN 0911682120.
- Alexei Panshin; Cory Panshin (1976). SF in Dimension: A Book of Explorations (en inglés). Chicago: Advent Publishers. pp. 342. ISBN 091168221X.
- Alexei Panshin; Cory Panshin (1989). The World Beyond the Hill: Science Fiction and the Quest for Transcendence (El mundo atrás de la colina) (en inglés). Los Ángeles: Jeremy P. Tarcher, Inc. pp. 685. ISBN 087477554X.